# Jacek Wojciechowicz
Jacek Piotr Wojciechowicz (ur. 26 czerwca 1963 w Raciborzu) – polski polityk, samorządowiec i prawnik, poseł na Sejm IV i V kadencji (2004–2006), w latach 2006–2016 zastępca prezydenta m.st. Warszawy, od 2024 prezydent Raciborza.

## Życiorys
W 1990 ukończył studia na Wydziale Prawa i Administracji Uniwersytetu Śląskiego. W latach 1990–1994 sprawował urząd wiceprezydenta Raciborza. Od 1995 do 1996 pracował w firmie Temik-Finance jako dyrektor ds. inwestycji. W drugiej połowie lat 90. zaangażował się w działalność samorządu warszawskiego i podwarszawskiego, był zastępcą burmistrza gminy Warszawa-Wawer (1997–1998), burmistrzem Wesołej (1998–2002), zastępcą burmistrza dzielnicy Targówek (2002–2004) i burmistrzem dzielnicy Wesoła (2004–2005).
W latach 1991–1994 był członkiem Kongresu Liberalno-Demokratycznego (przewodniczył zarządowi regionu śląskiego w Katowicach), a w latach 1995–1997 należał do Unii Wolności, w której pełnił funkcję wiceprzewodniczącego rady regionalnej. W 2001 wstąpił do Platformy Obywatelskiej, wchodził w skład rady krajowej tej partii.
W wyborach parlamentarnych w 2001 kandydował do Sejmu z listy Platformy Obywatelskiej w okręgu siedleckim, jednak nie zdobył mandatu. Do Sejmu IV kadencji wszedł w miejsce posła Zbigniewa Chrzanowskiego, który zrzekł się mandatu; złożył ślubowanie poselskie 22 września 2004. W wyborach w 2005 uzyskał mandat poselski jako kandydat PO w okręgu warszawskim.
5 grudnia 2006 został przez prezydent Warszawy Hannę Gronkiewicz-Waltz powołany na stanowisko jej pierwszego zastępcy, w związku z czym zrzekł się mandatu poselskiego. 8 września 2016 został odwołany ze stanowiska. W lutym 2018 wystąpił z PO. W 2018 nakładem warszawskiego wydawnictwa Od deski do deski ukazała się książka Kulisy warszawskiego ratusza, będąca wywiadem rzeką z Jackiem Wojciechowiczem, który przeprowadziła Magdalena Rigamonti (ISBN 978-83-651-5779-9). W wyborach samorządowych w tym samym roku kandydował na prezydenta Warszawy z ramienia KWW Jacka Wojciechowicza Akcja Warszawa, otrzymując 1,01% głosów. Jego komitet wyborczy startował również do Rady Miasta Stołecznego Warszawy, zdobywając 1,23% głosów.
W 2021 wygrał proces cywilny o ochronę dóbr osobistych wytoczony Janowi Śpiewakowi w związku z sugestią tegoż, iż odejście Jacka Wojciechowicza z administracji miejskiej miało związek z aferą reprywatyzacyjną; Jan Śpiewak został zobowiązany do publikacji przeprosin i wpłaty kwoty na cel społeczny.
W wyborach samorządowych w 2024 wystartował na prezydenta Raciborza z ramienia KWW Razem dla Raciborza. W I turze uzyskał 43,96% głosów, w II turze pokonał ubiegającego się o reelekcję Dariusza Polowego z wynikiem 51,59% głosów.

## Odznaczenia
- Krzyż Kawalerski Orderu Odrodzenia Polski (2015)[5]
- Złoty Krzyż Zasługi (2010)[6]